# Revue de phonétique
La Revue de phonétique est fondée en 1911. Elle la première revue publiée en France, entièrement consacrée à la phonétique et à ses applications. Elle succède à la revue La Parole, arrêtée en 1904. Elle est publiée par l’Abbé Rousselot et Hubert Pernot. 
Elle est annuelle. Elle s’arrête pendant la Première Guerre mondiale et n’est reprise qu’en 1928 par Hubert Pernot seul, l’Abbé Rousselot étant mort en décembre 1924. Elle s’arrête à nouveau en 1929.

## Accès à la revue
- Revue de phonétique - tome premier - 1911 (Gallica, Archive.org) Table des matières
- Revue de phonétique - tome deuxième - 1912 (Gallica, Archive.org) Table des matières
- Revue de phonétique - tome troisième - 1913 (Gallica, Archive.org) Table des matières
- Revue de phonétique - tome quatrième - 1914 (Gallica, Archive.org)
- Revue de phonétique - tome cinquième - 1928 (Gallica) Table des matières
- Revue de phonétique - tome sixième - 1929 (Gallica) Table des matières